# Bob Krueger
Bob Krueger (New Braunfels, 1935. szeptember 19. – New Braunfels, 2022. április 30.) az Amerikai Egyesült Államok szenátora (Texas, 1993).